# 히요급 항공모함

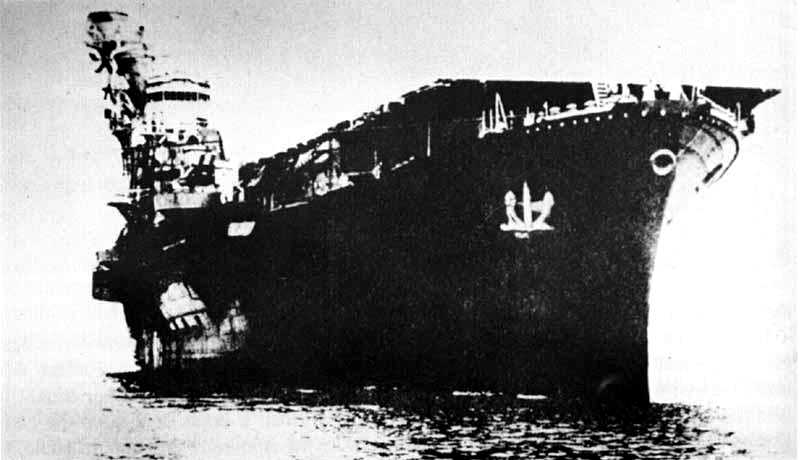
히요

2척의 히요급 항공모함(飛鷹型航空母艦, Hiyō-class aircraft carrier)은 제2차 세계 대전 당시 일본 제국 해군(IJN)을 위해 건조되었다. 두 대의 군함인 히요와 준요는 원래 고급 여객선으로 제작된 후 1941년 항공모함으로 전환하기 위해 IJN에 인수되었다. 준요는 자매선 중 첫 번째로 1942년 5월에 완성되었다. 그리고 그 배는 다음 달 알류샨 열도 침공에 참여했다. 두 군함 모두 1942년 말 과달카날 작전 동안 여러 전투에 참가했다. 이들 항공기는 여러 차례 하선되어 남서 태평양에서 여러 전투에 지상 기지에서 사용되었다.
히요는 1943년 6월에 어뢰를 받았고 준요는 11월에 어뢰를 받았다. 두 선박 모두 수리를 위해 약 3개월을 보냈다. 그들은 수리 후 대부분의 시간을 전투에 복귀하기 전에 훈련하고 항공기를 운반하는 데 보냈다. 히요는 1944년 중반 필리핀 해 전투 중 미국의 공중 어뢰에 의한 휘발유 증기 폭발로 침몰했고 준요는 여러 개의 폭탄에 의해 손상되었다. 항공기가 부족하여 1944년 후반에 수송선으로 사용되었으며 12월에 어뢰를 받았다. 선박은 수리가 비경제적이라고 판단된 1945년 3월까지 수리 중이었다. 준요는 남은 전쟁 동안 효과적으로 거대해졌다. 9월 일본이 항복한 후 미국인들은 이 선박이 수리 비용을 들일 가치가 없다고 생각했다. 이 배는 1946년부터 1947년까지 해체되었다.